# Shin SD Gundam Gaiden: Knight Gundam Monogatari
Pour les articles homonymes, voir Knight Gundam Monogatari.
Shin SD Gundam Gaiden: Knight Gundam Monogatari (新SDガンダム外伝 ナイトガンダム物語) est un jeu vidéo de rôle développé et édité par Bandai en septembre 1994 sur Game Boy. C'est une adaptation en jeu vidéo de la série basée sur l'anime Mobile Suit Gundam et notamment Super Deformed Gundam.